# Fegor Ogude
Fegor Ogude (Lagos, 29 luglio 1987) è un ex calciatore nigeriano, di ruolo centrocampista.

## Carriera

### Club
Ogude militò nelle giovanili dei Warri Wolves dal 2003 al 2006. Quell'anno, infatti, passò in prima squadra, dove arrivò a collezionare fino a 62 presente, con 17 reti all'attivo. Fu anche nominato capitano del club.
Il 31 agosto 2010, firmò per il Vålerenga. Fu seguito da vicino da diversi club immediatamente dopo aver sostenuto un provino con la squadra nell'estate 2009. Debuttò con la maglia del club di Oslo il 12 settembre 2010, quando subentrò a Morten Berre nel successo casalingo per 3-2 sullo Stabæk. Esordì da titolare in data 31 ottobre, quando fu schierato dall'allenatore Martin Andresen nella gara sul campo dell'Hønefoss, culminata con una sconfitta per 3-1.
Il 14 gennaio 2014, firmò ufficialmente un contratto con i russi dell'Amkar Perm', valido per i successivi due anni e mezzo.

### Nazionale
Ogude giocò nove incontri con la Nigeria under 23, realizzando quattro reti, tra il 2009 e il 2010. Nel 2010, fu convocato in un match valido per le qualificazioni alla Coppa delle Nazioni Africane contro il Madagascar, senza essere impiegato.
Nel 2013 vince con la nazionale la Coppa d'Africa in Sudafrica e partecipa alla Confederations Cup in Brasile.

## Palmarès

### Nazionale
- Coppa d'Africa: 1

Sudafrica 2013